# Park In-wook
Park In-wook (* 3. Mai 1994 in Seoul) ist ein südkoreanischer Shorttracker.

## Werdegang
Park startete international erstmals bei den Juniorenweltmeisterschaften 2011 in Courmayeur und errang dabei den achten Platz mit der Staffel. Seine ersten Weltcuprennen lief er zu Beginn der Saison 2019/20 in Salt Lake City. Dort belegte er den siebten Platz über 1500 m, den fünften Rang über 500 m und den zweiten Platz mit der Staffel. Im weiteren Saisonverlauf kam er in Montreal mit der Staffel und über 1000 m auf den zweiten Platz und holte in Nagoya mit der Mixed-Staffel seinen ersten Weltcupsieg. Zudem wurde er dort Dritter über 500 m und jeweils Zweiter über 1500 m und mit der Staffel. Es folgte Platz drei mit der Staffel in Shanghai, Rang zwei mit der Mixed-Staffel in Dordrecht und ein weiterer Weltcupsieg mit der Staffel in Dresden. Er erreichte damit jeweils den achten Platz im Weltcup über 500 m und 1000 m und den siebten Rang im Weltcup über 1500 m.

## Weltcupsiege im Team
| Nr. | Datum             | Ort         |
| --- | ----------------- | ----------- |
| 1.  | 30. November 2019 | Nagoya 1    |
| 2.  | 9. Februar 2020   | Dresden 2   |
| 3.  | 28. November 2021 | Dordrecht 3 |

## Persönliche Bestzeiten
- 500 m   40,665 s (aufgestellt am 9. Februar 2020 in Dresden)
- 1000 m    1:25,878 min. (aufgestellt am 10. November 2019 in Montreal)
- 1500 m    2:13,369 min. (aufgestellt am 2. November 2019 in Salt Lake City)